# Finále Grand Prix IAAF 1996
12. Finále Grand Prix IAAF byl lehkoatletický závod, který se odehrál 7. září roku 1996 v italském Miláně.

## Výsledky

### Muži
| Disciplína     | 1. místo         | Výkon    | 2. místo           | Výkon    | 3. místo         | Výkon    |
| Běh na 100 m   | Dennis Mitchell  | 9,91     | Donovan Bailey     | 9,95     | Osmond Ezinwa    | 10,05    |
| Běh na 400 m   | Michael Johnson  | 44,53    | Anthuan Maybank    | 45,19    | Derek Mills      | 45,24    |
| Běh na 1500 m  | Hišám Al-Karúdž  | 3:38,80  | Noureddine Morceli | 3:39,69  | Laban Rotich     | 3:39,76  |
| Běh na 5000 m  | Daniel Komen     | 12:52,38 | Salah Hissou       | 12:54,83 | Paul Koech       | 13:00,67 |
| 400 m překážek | Derrick Adkins   | 48,52    | Torrance Zellner   | 48,92    | Samuel Matete    | 49,36    |
| Trojskok       | Jonathan Edwards | 17,59    | Yoelbi Quesada     | 17,39    | Kenny Harrison   | 17,21    |
| Skok vysoký    | Patrik Sjöberg   | 2,33     | Steinar Hoen       | 2,30     | Artur Partyka    | 2,30     |
| Skok o tyči    | Maxim Tarasov    | 5,90     | Igor Potapovič     | 5,85     | Igor Tranděnkov  | 5,80     |
| Hod kladivem   | Lance Deal       | 82,52    | Ihar Astapkowicz   | 79,84    | Heinz Weis       | 78,38    |
| Vrh koulí      | John Godina      | 21,18    | Randy Barnes       | 21,14    | Paolo Dal Soglio | 21,13    |

### Ženy
| Disciplína     | 1. místo              | Výkon    | 2. místo           | Výkon    | 3. místo                 | Výkon    |
| Běh na 100 m   | Merlene Otteyová      | 10,74    | Gail Deversová     | 10,83    | Mary Onyaliová           | 11,00    |
| Běh na 400 m   | Cathy Freemanová      | 49,60    | Falilat Ogunkoya   | 49,73    | Pauline Davisová         | 49,87    |
| Běh na 1500 m  | Světlana Mastěrkovová | 4:11,42  | Patricia Djaté     | 4:12,12  | Jekatěrina Podkopajevová | 4:12,14  |
| Běh na 5000 m  | Roberta Brunetová     | 14:54,54 | Gete Wamiová       | 14:55,78 | Pauline Kongaová         | 14:56,32 |
| 100 m překážek | Ludmila Engquistová   | 12,61    | Michelle Freeman   | 12,69    | Dawn Bowles              | 12,76    |
| Skok daleký    | Inessa Kravecová      | 7,07     | Heike Drechslerová | 6,87     | Fiona Mayová             | 6,86     |
| Hod diskem     | Ilke Wyluddaová       | 64,74    | Elina Zwierawa     | 64,66    | Nicoleta Grasuová        | 63,64    |
| Hod oštěpem    | Tanja Damaskeová      | 66,28    | Steffi Neriusová   | 65,76    | Oksana Owczinnikowa      | 65,30    |